# Xylorycta
Xylorycta is een geslacht van vlinders van de familie sikkelmotten (Oecophoridae), uit de onderfamilie Xyloryctinae.

## Soorten
- X. acrochroa Turner, 1900
- X. agana (Meyrick, 1890)
- X. amalopis Lower, 1915
- X. amblygona Turner, 1900
- X. apheles (Turner, 1897)
- X. appropinquans (Lucas, 1901)
- X. argentella (Walker, 1864)
- X. argyrota Lower, 1908
- X. arisema (Meyrick, 1890)
- X. artigena Meyrick, 1914
- X. assimilis Turner, 1900
- X. atelactis Meyrick, 1918
- X. austera Lucas, 1898
- X. calligrapha (Meyrick, 1890)
- X. callisema (Turner, 1897)
- X. candescens Lower, 1896
- X. cephalochra Lower, 1894
- X. ceratospila Meyrick, 1915
- X. circumsignata (Lucas, 1900)
- X. cirrhophragma Meyrick, 1921
- X. comparella (Walker, 1864)
- X. conistica Turner, 1917
- X. corticana Lucas, 1901
- X. cosmeta Turner, 1917
- X. cosmopis Meyrick, 1890
- X. craspedota (Meyrick, 1890)
- X. chionoptera Lower, 1893
- X. chrysomela Lower, 1897
- X. dirigens (Lucas, 1900)
- X. dissimilis (Turner, 1897)
- X. drosias (Lower, 1899)
- X. dryinopa (Meyrick, 1890)
- X. eucrines (Turner, 1897)
- X. flavicosta (Lucas, 1893)
- X. fumata (Turner, 1897)
- X. goniodes (Turner, 1897)
- X. grammatistis (Meyrick, 1890)
- X. haplochroa (Turner, 1897)
- X. homoleuca Goudie, 1902
- X. hypatolimnas Diakonoff, 1954
- X. ignota (Turner, 1897)
- X. insana Felder
- X. inscripta (Turner, 1897)
- X. insincera (Meyrick, 1890)
- X. intabescens (Meyrick, 1890)
- X. ixeuta Meyrick, 1915
- X. laniata (Meyrick, 1890)
- X. leucomerata (Lower, 1893)
- X. leucophanes Lower, 1892
- X. lichenea (Meyrick, 1890)
- X. lithina (Meyrick, 1890)
- X. luteotactella (Walker, 1864)
- X. lychnobii Lucas, 1900
- X. maeandria Meyrick, 1915

- X. malgassella Viette, 1956
- X. melaleuca Turner, 1897
- X. melanias Lower, 1899
- X. melanochrysa Turner, 1939
- X. melanoleuca (Turner, 1897)
- X. melanosema (Turner, 1897)
- X. melipnoa (Meyrick, 1890)
- X. melitoleuca (Meyrick, 1890)
- X. mochlias (Meyrick, 1890)
- X. molybdina Turner, 1897
- X. monosema (Lower, 1893)
- X. musica (Meyrick, 1890)
- X. neomorpha Turner, 1897
- X. onychodes (Turner, 1897)
- X. onychotypa (Turner, 1939)
- X. ophiogramma Meyrick, 1890
- X. orectis Meyrick, 1890
- X. ovata (Walsingham, 1881)
- X. oxygona (Lucas, 1895)
- X. peltastis (Meyrick, 1890)
- X. perflua Meyrick, 1914
- X. petulans (Lucas, 1900)
- X. phloeochroa (Turner, 1897)
- X. poliochyta (Turner, 1902)
- X. polysticha (Turner, 1939)
- X. porphyrinella (Walker, 1864)
- X. procellosa (Lucas, 1901)
- X. prospicua Meyrick, 1914
- X. provisa (Lucas, 1900)
- X. rhizophaga Turner, 1902
- X. sciastis Meyrick, 1915
- X. selenophora (Lower, 1892)
- X. sigmophara Lower, 1894
- X. spodopasta Lower, 1920
- X. sternoides (Lucas, 1901)
- X. stigmatias (Meyrick, 1890)
- X. strigata (Lewin, 1805)
- X. sucina Turner, 1939
- X. synaula Meyrick, 1890
- X. tapeina Turner, 1897
- X. terenopis Meyrick, 1915
- X. terminata Meyrick, 1921
- X. thiophanes Turner, 1917
- X. tholodes Turner, 1900
- X. thrasycosma Meyrick, 1915
- X. tignaria Meyrick, 1921
- X. tortriciformis (Lucas, 1900)
- X. tuberculata (Meyrick, 1890)
- X. tupeina Turner, 1897
- X. umbrosa (Lucas, 1900)
- X. undulatella (Walker, 1864)
- X. velitata (Lucas, 1900)
- X. viduata (Walker, 1869)